# Sant’Antonino (Szwajcaria)
Sant’Antonino (lm. Sant’Antunin) – miejscowość i gmina (comune) w południowej Szwajcarii, w kantonie Ticino, w okręgu (distretto) Bellinzona, siedziba administracyjna powiatu (circolo) Sant’Antonino.  

## Demografia
W Sant’Antonino mieszka 2 556 osób. W 2021 roku 26,1% populacji gminy stanowiły osoby urodzone poza Szwajcarią. 

## Transport
Przez teren gminy przebiegają autostrada A2 oraz droga główna nr 2.